# Хосокава Дайсуке
Хосокава Дайсуке (18 квітня 1982) — японський плавець.
Призер Чемпіонату світу з водних видів спорту 2003, 2005, 2007 років.
Переможець Азійських ігор 2002, 2006 років.
Призер літньої Універсіади 2005 року.